# Straduny (gromada)
Straduny – dawna gromada, czyli najmniejsza jednostka podziału terytorialnego Polskiej Rzeczypospolitej Ludowej w latach 1954–1972.
Gromady, z gromadzkimi radami narodowymi (GRN) jako organami władzy najniższego stopnia na wsi, funkcjonowały od reformy reorganizującej administrację wiejską przeprowadzonej jesienią 1954 do momentu ich zniesienia z dniem 1 stycznia 1973, tym samym wypierając organizację gminną w latach 1954–1972.
Gromadę Straduny z siedzibą GRN w Stradunach utworzono – jako jedną z 8759 gromad – w powiecie ełckim w woj. białostockim, na mocy uchwały nr 13/V WRN w Białymstoku z dnia 4 października 1954. W skład jednostki weszły obszary dotychczasowych gromad Malinówka Wielka, Miłuki, Oracze (z wyłączeniem lasu Mleczkowo), Piaski, Przytuły, Rydzewo (bez lasów państwowych leśnictwa Gąski o powierzchni 49 ha), Sajzy (bez lasów państwowych leśnictwa Wilczewo o powierzchni 148 ha), Straduny i Sikory Juskie ze zniesionej gminy Straduny w tymże powiecie oraz jezioro „Przytulskie Jezioro" ze zniesionej gminy Wieliczki w powiecie oleckim. Dla gromady ustalono 14 członków gromadzkiej rady narodowej.
Gromada przetrwała do końca 1972 roku, czyli do kolejnej reformy gminnej.